# Медовбрук-Фарм (Кентуккі)
Медовбрук-Фарм (англ. Meadowbrook Farm) — місто (англ. city) в США, в окрузі Джефферсон штату Кентуккі. Населення — 117 осіб (2020).

## Географія
Медовбрук-Фарм розташований за координатами 38°16′42″ пн. ш. 85°34′32″ зх. д. / 38.27833° пн. ш. 85.57556° зх. д. (38.278361, -85.575458).  За даними Бюро перепису населення США в 2010 році місто мало площу 0,07 км², з яких 0,07 км² — суходіл та 0,00 км² — водойми.

## Демографія
Згідно з переписом 2010 року, у місті мешкало 136 осіб у 43 домогосподарствах у складі 35 родин. Густота населення становила 1966 осіб/км².  Було 45 помешкань (651/км²).
Расовий склад населення:
| - 89,0 % — білих - 7,4 % — чорних або афроамериканців - 2,9 % — осіб інших рас |

До двох чи більше рас належало 0,7 %. Частка іспаномовних становила 2,9 % від усіх жителів.
За віковим діапазоном населення розподілялося таким чином: 25,0 % — особи молодші 18 років, 64,0 % — особи у віці 18—64 років, 11,0 % — особи у віці 65 років та старші. Медіана віку мешканця становила 40,2 року. На 100 осіб жіночої статі у місті припадало 142,9 чоловіків;  на 100 жінок у віці від 18 років та старших — 131,8 чоловіків також старших 18 років.
Середній дохід на одне домашнє господарство  становив 58 667 доларів США (медіана — 51 250), а середній дохід на одну сім'ю — 56 112 долари (медіана — 47 500). За межею бідності перебувало 20,2 % осіб, у тому числі 46,4 % дітей у віці до 18 років та 0,0 % осіб у віці 65 років та старших.
Цивільне працевлаштоване населення становило 47 осіб. Основні галузі зайнятості: освіта, охорона здоров'я та соціальна допомога — 29,8 %, мистецтво, розваги та відпочинок — 17,0 %, виробництво — 14,9 %.